# Seo Jong-ho
Seo Jong-ho (* 20. Juni 1980) ist ein ehemaliger südkoreanischer Hockeyspieler. Er gewann 2000 die olympische Silbermedaille.

## Karriere
Die südkoreanische Nationalmannschaft erreichte in der Vorrunde bei den Olympischen Spielen 2000 in Sydney den zweiten Platz hinter den Australiern, wobei das direkte Duell mit 2:1 zugunsten der Australier endete. Das Halbfinale gegen die Pakistaner gewannen die Südkoreaner mit 1:0. Im Finale trafen die Südkoreaner auf die Niederländer. Nach der regulären Spielzeit stand das Spiel 3:3. Im Penaltyschießen verfehlte nur Song Seung-tae; die Niederländer gewannen die Goldmedaille mit 5:4.
2002 bei der Weltmeisterschaft in Kuala Lumpur belegten die Südkoreaner in der Vorrunde den zweiten Platz hinter den Australiern. Im Halbfinale unterlagen die Südkoreaner der deutschen Mannschaft mit 2:3, das Spiel um Bronze verloren die Südkoreaner mit 1:2 gegen die Niederländer. Im Herbst 2002 fanden in Busan die Asienspiele 2006 statt. Südkorea gewann das Finale mit 4:3 gegen die indische Mannschaft. Bei den Olympischen Spielen 2004 in Athen belegten die Südkoreaner den achten Platz und waren damit hinter Pakistan und Indien nur die drittbeste asiatische Mannschaft.
Bei der Weltmeisterschaft 2006 in Mönchengladbach erreichten die Südkoreaner in der Vorrunde den zweiten Platz hinter der deutschen Mannschaft. Im Halbfinale unterlagen die Südkoreaner den Australiern mit 2:4. Im Spiel um Bronze gegen die spanische Mannschaft erzielte Seo Jong-ho in der 60. Minute den Ausgleich zum 2:2. In der Verlängerung erzielte Pol Amat den Siegtreffer für die Spanier. Bei den Asienspielen 2006 in Doha gewannen die Südkoreaner im Finale gegen die chinesische Mannschaft. 2008 bei den Olympischen Spielen in Peking belegten die Südkoreaner als beste asiatische Mannschaft den sechsten Platz. Ebenfalls Sechste wurden die Südkoreaner 2010 bei der Weltmeisterschaft in Neu-Delhi. Bei den Asienspielen in Guangzhou erreichten die Südkoreaner nur den vierten Platz. 2012 belegte Seo Jong-ho mit der südkoreanischen Mannschaft den achten Platz bei den Olympischen Spielen in London.